# Amt Hornberg
Das Amt Hornberg war in napoleonischer Zeit eine Verwaltungseinheit im Süden des Großherzogtums Baden. Es bestand von 1810 bis 1813.

## Geschichte

### Historischer Hintergrund

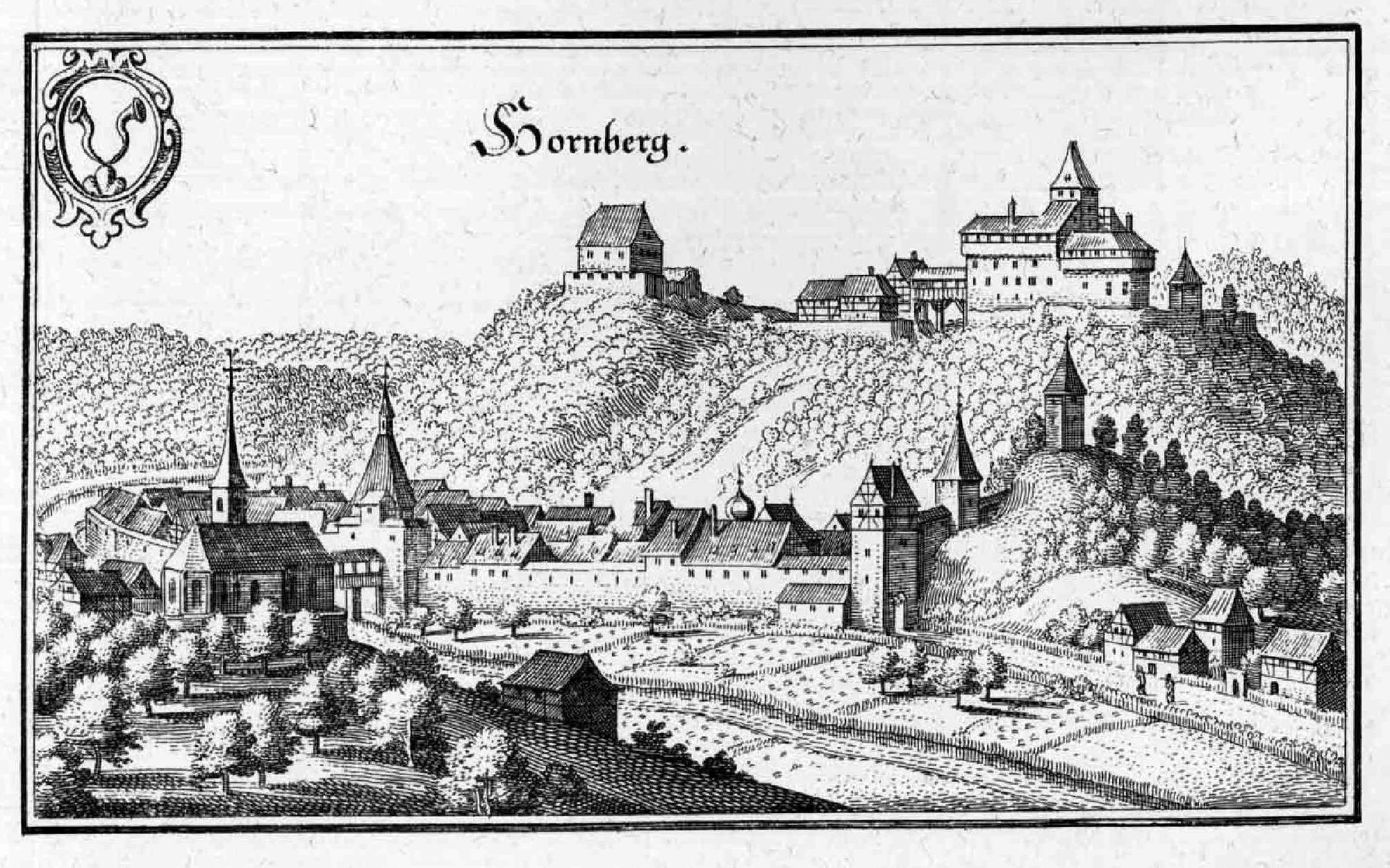
Hornberg um 1650, Stich von Merian

Ausgehend von Burg Althornberg konnte sich im hohen Mittelalter im mittleren Schwarzwald ein Adelsgeschlecht etablieren, das sich entsprechend Freiherren von Hornberg nannte. Ihr Kerngebiet verkauften sie 1423 an die Grafen von Württemberg, die es nachfolgend in das Oberamt Hornberg umstrukturierten. Sitz der Verwaltung war Schloss Hornberg. Im Oktober 1810 schlossen das Königreich Württemberg und das Großherzogtum Baden einen Grenzvertrag, wodurch, neben anderen Gebieten, auch das Oberamt Hornberg zu Baden kam.

### Zeit seines Bestehens
Im November 1810 veröffentlichte die badische Regierung die durch die Zugänge notwendig gewordene Änderung der Verwaltungsgliederung des Landes. Aus dem bisherigen Oberamt entstand, bei Abtretung der Orte Mönchweiler, Oberkirnach, und Stockburg an das Amt Villingen, das Amt Hornberg, das dem Donaukreis zugeordnet wurde.
Nachdem die Aufhebung der Patrimonialgerichtsbarkeit 1813 eine einheitliche Zuständigkeit der Verwaltungsbehörden ermöglicht hatte, wurde das Amt Hornberg in das Bezirksamt Hornberg umgewandelt.

## Weitere Entwicklung
1857 wurden die Orte des Bezirksamtes Hornberg dem Bezirksamt Triberg eingegliedert. Dieses wurde 1924 aufgeteilt, dabei kam das Gebiet des ehemaligen Amtes Hornberg zum Bezirksamt Wolfach, das 1939 in den Landkreis Wolfach umgewandelt wurde. Im Zuge der Kreisreform Anfang 1973 wurde er aufgelöst, dabei wechselten Hornberg und Umgebung zum neu gegründeten Ortenaukreis.

## Leiter der Verwaltung
Die Leitung der Verwaltung, mit unterschiedlichen Titeln, hatten inne:
- 1811 bis 1812: Ludwig Friedrich August Freiherr von Liebenstein[3]
- 1812 bis 1813: Gustav Friedrich Jägerschmidt[4]